# Fort de Civitella del Tronto
Pour les articles homonymes, voir Tronto (homonymie).
Le fort de Civitella del Tronto est un château situé dans la commune de Civitella del Tronto, province de Teramo, dans les Abruzzes.